# Lavignac
Pour le musicien, voir Albert Lavignac.
Lavignac est une commune française située dans le département de la Haute-Vienne, en région Nouvelle-Aquitaine.
Elle est intégrée au parc naturel régional Périgord-Limousin.

## Géographie

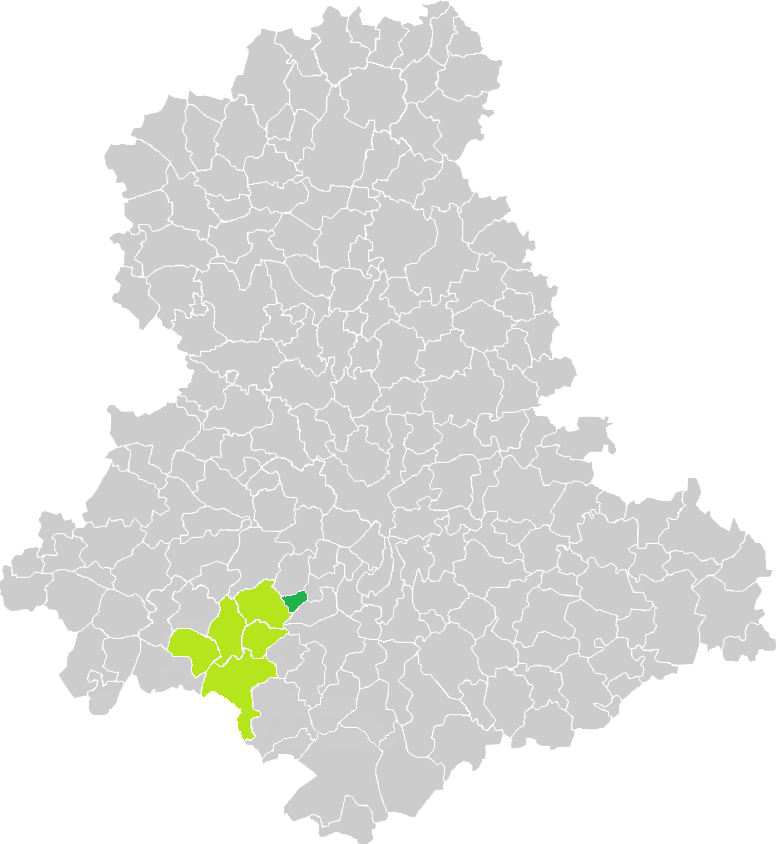
Situation de la commune de Lavignac en Haute-Vienne.

La commune de Lavignac est située dans la partie occidentale du plateau de Limoges, près de la rivière Aixette qui se jette dans la Vienne. Son territoire relativement petit (603 ha) est traversé par l'Aixette et certains de ses ruisseaux affluents qui ont creusé des vallons parfois assez prononcés. Le terroir agricole bocager est assez riche ; il est solidaire de celui de la commune voisine de Flavignac. L'élevage bovin y est prépondérant. L'économie repose essentiellement sur l'agriculture, même si la population est de plus en plus composée de rurbains travaillant à Limoges.
La commune a adhéré en 1998 au parc naturel régional Périgord-Limousin et en 2002 à la nouvelle communauté de communes des Monts de Châlus.
|           | Saint-Martin-le-Vieux | Burgnac |
|           | Lavignac              | Meilhac |
| Flavignac |                       |         |

### Climat
Pour des articles plus généraux, voir Climat de la Nouvelle-Aquitaine et Climat de la Haute-Vienne.
Historiquement, la commune est exposée à un climat océanique limousin.  
En 2020, Météo-France publie une typologie des climats de la France métropolitaine dans laquelle la commune est exposée à un climat océanique altéré et est dans la région climatique  Ouest et nord-ouest du Massif Central, caractérisée par une pluviométrie annuelle de 900 à 1 500 mm, maximale en automne et en hiver.
Pour la période 1971-2000, la température annuelle moyenne est de 11,5 °C, avec une amplitude thermique annuelle de 14,8 °C. Le cumul annuel moyen de précipitations est de 1 026 mm, avec 13,7 jours de précipitations en janvier et 7,7 jours en juillet. Pour la période 1991-2020, la température moyenne annuelle observée sur la station météorologique la plus proche, située sur la commune de Nexon à 7,15 km à vol d'oiseau, est de 0,0 °C et le cumul annuel moyen de précipitations est de 0,0 mm,. Pour l'avenir, les paramètres climatiques de la commune estimés pour 2050 selon différents scénarios d’émission de gaz à effet de serre sont consultables sur un site dédié publié par Météo-France en novembre 2022.

## Urbanisme

### Typologie
Au 1er janvier 2024, Lavignac est catégorisée commune rurale à habitat dispersé, selon la nouvelle grille communale de densité à sept niveaux définie par l'Insee en 2022.
Elle est située hors unité urbaine. Par ailleurs la commune fait partie de l'aire d'attraction de Limoges, dont elle est une commune de la couronne,. Cette aire, qui regroupe 127 communes, est catégorisée dans les aires de 200 000 à moins de 700 000 habitants,.

### Occupation des sols
L'occupation des sols de la commune, telle qu'elle ressort de la base de données européenne d’occupation biophysique des sols Corine Land Cover (CLC), est marquée par l'importance des territoires agricoles (100 % en 2018), une proportion identique à celle de 1990 (100 %). La répartition détaillée en 2018 est la suivante : 
prairies (71,6 %), zones agricoles hétérogènes (25,8 %), terres arables (2,6 %). L'évolution de l’occupation des sols de la commune et de ses infrastructures peut être observée sur les différentes représentations cartographiques du territoire : la carte de Cassini (XVIIIe siècle), la carte d'état-major (1820-1866) et les cartes ou photos aériennes de l'IGN pour la période actuelle (1950 à aujourd'hui).

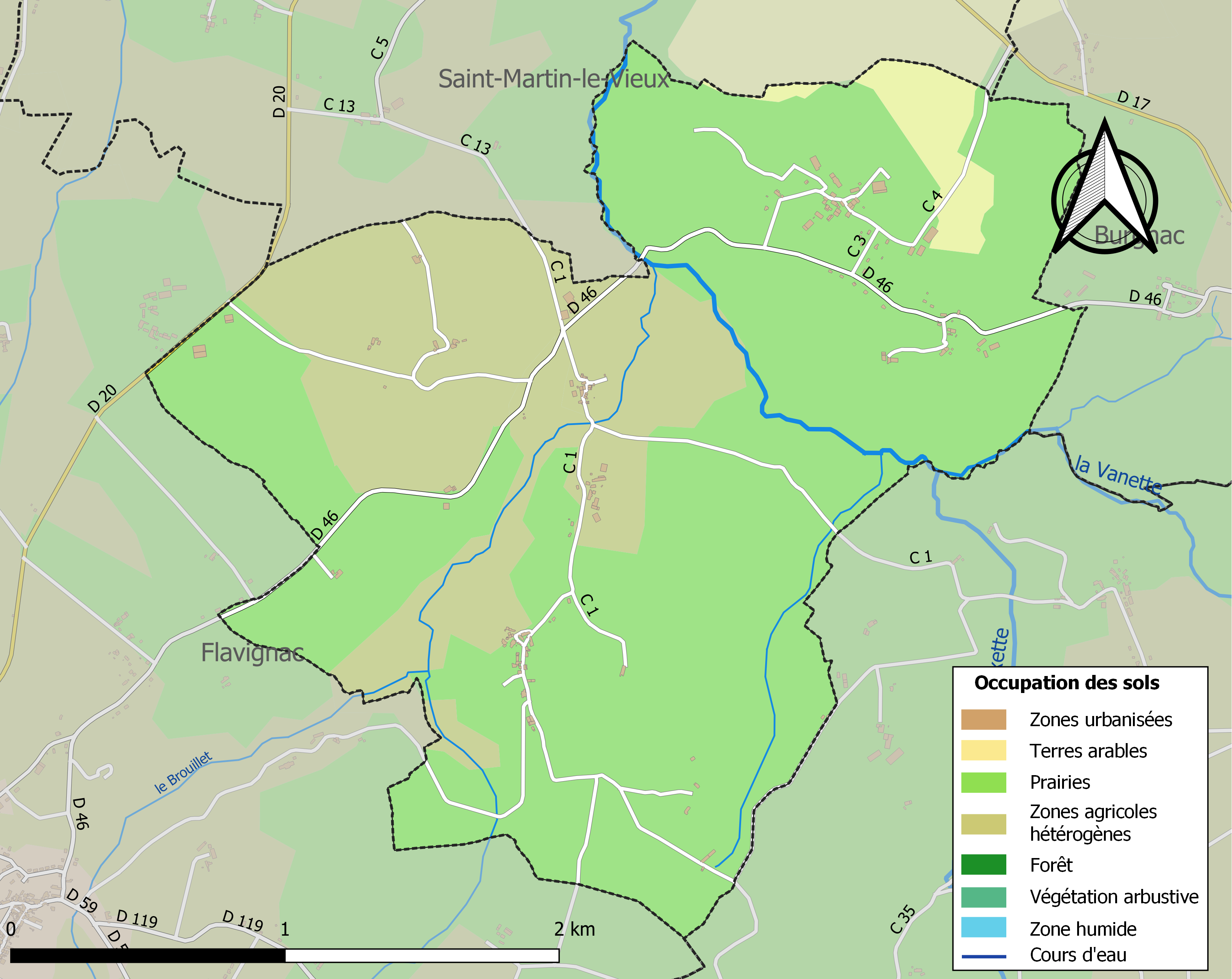
Carte des infrastructures et de l'occupation des sols de la commune en 2018 (CLC).

### Risques majeurs
Le territoire de la commune de Lavignac est vulnérable à différents aléas naturels : météorologiques (tempête, orage, neige, grand froid, canicule ou sécheresse) et séisme (sismicité faible). Un site publié par le BRGM permet d'évaluer simplement et rapidement les risques d'un bien localisé soit par son adresse soit par le numéro de sa parcelle.

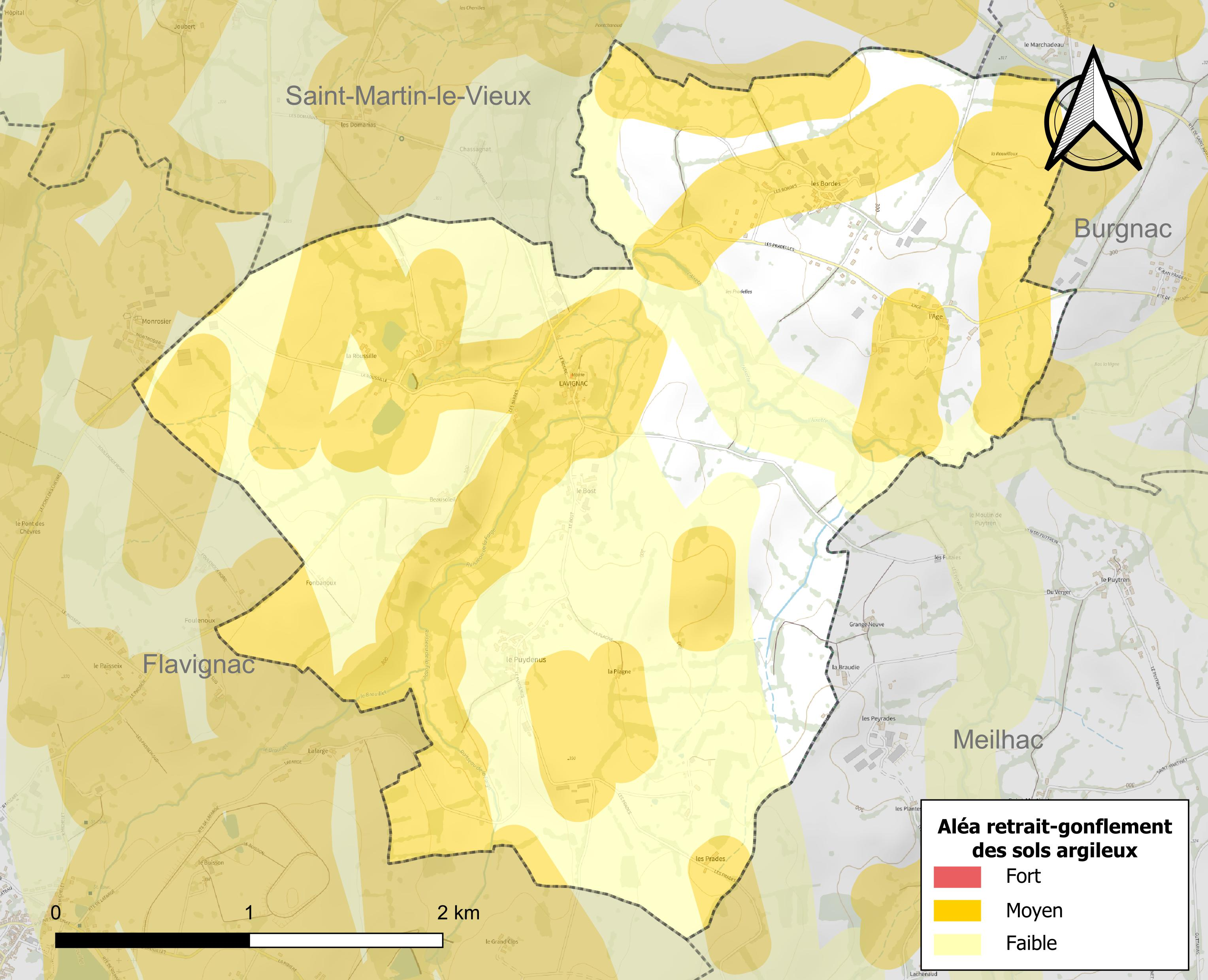
Carte des zones d'aléa retrait-gonflement des sols argileux de Lavignac.

Le retrait-gonflement des sols argileux est susceptible d'engendrer des dommages importants aux bâtiments en cas d’alternance de périodes de sécheresse et de pluie. 47,2 % de la superficie communale est en aléa moyen ou fort (27 % au niveau départemental et 48,5 % au niveau national métropolitain). Depuis le 1er octobre 2020, en application de la loi ÉLAN, différentes contraintes s'imposent aux vendeurs, maîtres d'ouvrages ou constructeurs de biens situés dans une zone classée en aléa moyen ou fort,.
La commune a été reconnue en état de catastrophe naturelle au titre des dommages causés par les inondations et coulées de boue survenues en 1982, 1988 et 1999 et par des mouvements de terrain en 1999.

## Histoire
Les origines de Lavignac sont très mal connues. Le toponyme paraissant une formation antique, la situation du bourg et de l'église Saint-Pierre-aux-Liens, installée sur un replat bien exposé vers l'est, conduisent à y supposer une origine gallo-romaine ou mérovingienne. Il peut s'agir d'une dépendance ancienne du grand domaine d'origine gallo-romaine de Flavignac dont la villa était située à deux kilomètres environ de Lavignac. La paroisse de Lavignac paraît d'ailleurs être un démembrement médiéval de la très ancienne paroisse de Flavignac.
En 1369, pendant la guerre de Cent Ans, une bataille opposa près du village du Puydenus les Français à une troupe anglaise qui s'y reposait.

## Politique et administration
| Période     | Période         | Identité         | Étiquette | Qualité |
| ----------- | --------------- | ---------------- | --------- | ------- |
| 8 juin 1800 | 6 décembre 1814 | Martial Vigneras |           |         |
| mars 2001   | mars 2014       | Gérard Goupil    |           |         |
| mars 2014   |                 | Gérard Chaminade |           |         |

## Démographie
L'évolution du nombre d'habitants est connue à travers les recensements de la population effectués dans la commune depuis 1793. Pour les communes de moins de 10 000 habitants, une enquête de recensement portant sur toute la population est réalisée tous les cinq ans, les populations de référence des années intermédiaires étant quant à elles estimées par interpolation ou extrapolation. Pour la commune, le premier recensement exhaustif entrant dans le cadre du nouveau dispositif a été réalisé en 2004.

En 2022, la commune comptait 162 habitants, en évolution de +10,2 % par rapport à 2016 (Haute-Vienne : −0,68 %, France hors Mayotte : +2,11 %).
| 1793 | 1800 | 1806 | 1821 | 1831 | 1836 | 1841 | 1846 | 1851 |
| ---- | ---- | ---- | ---- | ---- | ---- | ---- | ---- | ---- |
| 416  | 370  | 395  | 307  | 403  | 320  | 315  | 309  | 313  |

| 1856 | 1861 | 1866 | 1872 | 1876 | 1881 | 1886 | 1891 | 1896 |
| ---- | ---- | ---- | ---- | ---- | ---- | ---- | ---- | ---- |
| 276  | 272  | 286  | 290  | 294  | 313  | 292  | 299  | 294  |

| 1901 | 1906 | 1911 | 1921 | 1926 | 1931 | 1936 | 1946 | 1954 |
| ---- | ---- | ---- | ---- | ---- | ---- | ---- | ---- | ---- |
| 299  | 296  | 276  | 278  | 270  | 248  | 242  | 214  | 169  |

| 1962 | 1968 | 1975 | 1982 | 1990 | 1999 | 2004 | 2006 | 2009 |
| ---- | ---- | ---- | ---- | ---- | ---- | ---- | ---- | ---- |
| 177  | 122  | 120  | 109  | 133  | 133  | 128  | 135  | 149  |

| 2014 | 2019 | 2022 | - | - | - | - | - | - |
| ---- | ---- | ---- | - | - | - | - | - | - |
| 148  | 165  | 162  | - | - | - | - | - | - |

## Lieux et monuments
- Église Saint-Pierre de Lavignac, XVe et XIXe siècles

## Pour approfondir